# Cerhovice (przystanek kolejowy)
Cerhovice – przystanek kolejowy w miejscowości Cerhovicach, w kraju środkowoczeskim, w Czechach. Znajduje się na magistrali kolejowej Praga - Pilzno. Położona jest na wysokości 405 m n.p.m.
Na przystanku nie ma możliwości zakupu biletu, a obsługa podróżnych odbywa się w pociągu. 

## Linie kolejowe
- 170 Praha - Beroun - Plzeň - Cheb